# Acido 5-metiltetraidrofolico
L'acido 5-metiltetraidrofolico (5-MTHF) è la forma biologicamente attiva dell'acido folico (ed è quindi un vitamero della vitamina B9), utilizzato a livello cellulare per la sintesi del DNA, il ciclo della cisteina e la regolazione dell'omocisteina tra le principali funzioni.